# 호세 클레멘테 오로스코

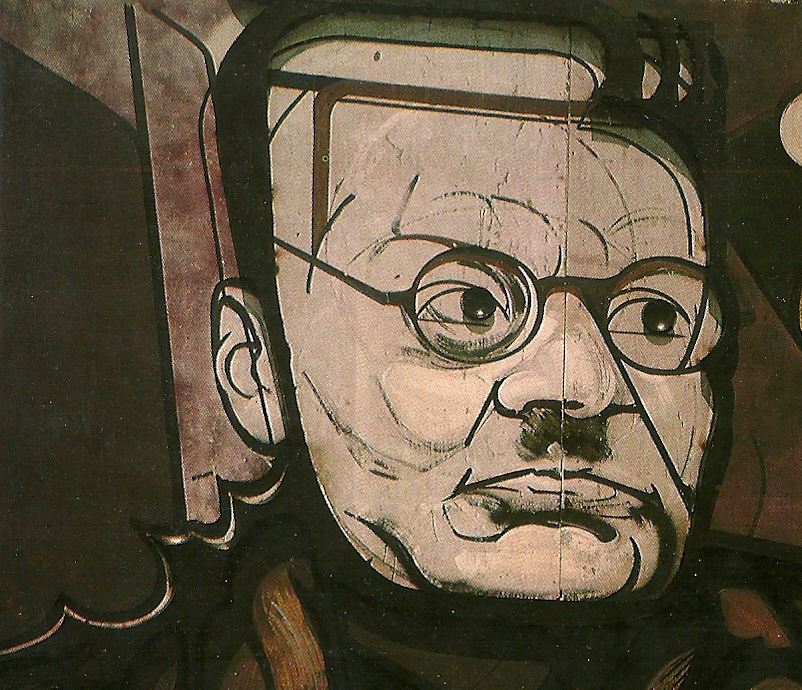

호세 클레멘테 오로스코(José Clemente Orozco, 1883년 ~ 1949년)는 멕시코의 화가이다. 그는 멕시코의 현대 미술가 가운데에서 유럽 회화의 영향을 가장 적게 받았고, 그리하여 멕시코의 토속적인 색채와 형태의 감각을 가장 잘 지니고 있었다. 전란의 비극적인 정경(情景)을 테마로 한 그림이 많았으며 가끔 '현대의 고야'라는 말을 듣는다.

## 생애
오로스코는 멕시코의 하리스코주 사보트란에서 출생하였다. 그는 멕시코시의 농업학교에 입학, 졸업 후 국립대학에서 건축을 배웠으며 건축사무소에 근무하면서 회화를 공부했다. 그가 화가로서 인정받은 것은 1913년 역사화(歷史畵)의 대작에 발표한 이래의 일이다. 그후 미국에 거주하며 멕시코 내란의 시대를 보냈으며, 1922년에 귀국하여서부터는 여러 곳에서 정치적 목적에 봉사하는 프레스코의 대작에 손을 대었다. 그는 1949년 멕시코시에서 향년 67세의 나이로 사망하였다.

## 같이 보기
- 멕시코의 미술

## 참고 문헌
- 이 문서에는 다음커뮤니케이션(현 카카오)에서 GFDL 또는 CC-SA 라이선스로 배포한 글로벌 세계대백과사전의 내용을 기초로 작성된 글이 포함되어 있습니다.